# Peter Kingsbery
Peter Kingsbery (ur. 2 grudnia 1952 w Phoenix) – amerykański muzyk, wokalista, autor tekstów i multiinstrumentalista. Współzałożyciel zespołu Cock Robin.

## Życiorys
Peter Kingsbery urodził się w Phoenix i dorastał w Austin, gdzie studiował muzykę klasyczną. Karierę muzyczną rozpoczął w Nashville m.in. akompaniując Brendzie Lee w jej trasach koncertowych. Następnie przeniósł się do Los Angeles, gdzie w 1982 wraz z Anną LaCazio założył zespół Cock Robin. Po rozpadzie zespołu w 1990 rozpoczął karierę solową, w trakcie której wydał cztery albumy. W 2006 reaktywował Cock Robin.

## Dyskografia
- A Different Man (1991)
- Once in a Million (1995)
- Pretty Ballerina (1997)
- Mon Inconnue  (2002)[2]